# الکساندر شیرشوف
الکساندر شیرشوف (روسی: Александр Сергеевич Ширшов؛ زادهٔ ۲۵ اوت ۱۹۷۲) شمشیرباز اهل روسیه بود.